# Сан-Себаштиан (Гимарайнш)
Сан-Себаштиан (порт. São Sebastião) — район (фрегезия) в Португалии, входит в округ Брага. Является составной частью муниципалитета Гимарайнш. Находится в составе крупной городской агломерации Большое Минью. По старому административному делению входил в провинцию Минью. Входит в экономико-статистический субрегион Аве, который входит в Северный регион. Население составляет 1949 человек на 2001 год. Занимает площадь 0,45 км².
Покровителем района считается Святой Себастьян (порт. São Sebastião).